# Cylindera foveolata
Cylindera foveolata es una especie de escarabajo del género Cylindera, tribu Cicindelini, familia Carabidae. Fue descrita científicamente por Schaum en 1863.
Se distribuye por India. La especie se mantiene activa durante el mes de junio.